# Episodi di Senza traccia (prima stagione)
La prima stagione della serie televisiva Senza traccia è composta da 23 episodi ed è stata trasmessa in prima visione negli Stati Uniti da CBS dal 26 settembre 2002 al 15 maggio 2003.
In Italia è stata trasmessa da Rai 2 dall'11 settembre al 21 novembre 2004.
| nº | Titolo originale                   | Titolo italiano                   | Prima TV USA      | Prima TV Italia   |
| -- | ---------------------------------- | --------------------------------- | ----------------- | ----------------- |
| 1  | Pilot                              | Maggie                            | 26 settembre 2002 | 11 settembre 2004 |
| 2  | Birthday Boy                       | Giorno di compleanno              | 3 ottobre 2002    | 11 settembre 2004 |
| 3  | He Saw, She Saw                    | Segreti                           | 10 ottobre 2002   | 18 settembre 2004 |
| 4  | Between the Cracks                 | Che fine ha fatto Eve?            | 17 ottobre 2002   | 18 settembre 2004 |
| 5  | Suspect                            | Il sospetto                       | 24 ottobre 2002   | 25 settembre 2004 |
| 6  | Silent Partner                     | Doppio gioco                      | 31 ottobre 2002   | 25 settembre 2004 |
| 7  | Snatch Back                        | Madri                             | 7 novembre 2002   | 2 ottobre 2004    |
| 8  | Little Big Man                     | Un bravo ragazzo                  | 14 novembre 2002  | 2 ottobre 2004    |
| 9  | In Extremis                        | In extremis                       | 21 novembre 2002  | 9 ottobre 2004    |
| 10 | Midnight Sun                       | Sole di mezzanotte                | 12 dicembre 2002  | 9 ottobre 2004    |
| 11 | Maple Street                       | Una tranquilla città di provincia | 9 gennaio 2003    | 16 ottobre 2004   |
| 12 | Underground Railroad               | Dov'è Kathy?                      | 16 gennaio 2003   | 16 ottobre 2004   |
| 13 | Hang On to Me                      | Conta su di me                    | 30 gennaio 2003   | 23 ottobre 2004   |
| 14 | The Friendly Skies                 | Etica professionale               | 6 febbraio 2003   | 23 ottobre 2004   |
| 15 | There Goes the Bride               | Un orribile segreto               | 20 febbraio 2003  | 30 ottobre 2004   |
| 16 | Clare de Lune                      | Clare                             | 27 febbraio 2003  | 30 ottobre 2004   |
| 17 | Kam Li                             | Kam Li                            | 13 marzo 2003     | 6 novembre 2004   |
| 18 | The Source                         | L'informatore                     | 3 aprile 2003     | 6 novembre 2004   |
| 19 | Victory for Humanity               | Un amore sbagliato                | 10 aprile 2003    | 13 novembre 2004  |
| 20 | No Mas                             | Il pugile                         | 24 aprile 2003    | 13 novembre 2004  |
| 21 | Are You Now Or Have You Ever Been? | Un capro espiatorio               | 1º maggio 2003    | 20 novembre 2004  |
| 22 | Fall Out: Part I e II              | In memoria: 1 e 2 parte           | 8 maggio 2003     | 20 novembre 2004  |
| 23 | Fall Out: Part I e II              | In memoria: 1 e 2 parte           | 15 maggio 2003    | 21 novembre 2004  |

## Maggie
- Titolo originale: Pilot
- Diretto da: David Nutter
- Scritto da: Hank Steinberg

### Trama
Una ventottenne con una brillante carriera nel marketing, single, scompare improvvisamente. La squadra di Jack Malone al completo, insieme al giovane Martin Fitzgerald, figlio di un pezzo grosso dell'FBI che si è da poco trasferito a New York da Seattle, viene incaricata delle indagini. Il team ricostruisce dettagliatamente le ore che precedono la scomparsa, ma non riesce a trovare indizi utili, almeno fino a quando non arriva una richiesta di riscatto di un milione di dollari. La donna viene trovata viva nel covo dei sequestratori.
- Ascolti TV Italia: 2 847 000 telespettatori[1]

## Giorno di compleanno
- Titolo originale: Birthday Boy
- Diretto da: David Nutter
- Scritto da: Hank Steinberg

### Trama
Un ragazzino di 11 anni scompare sotto gli occhi del padre, proprio il giorno del suo compleanno. Suo padre, aveva deciso di portarlo a vedere una partita di baseball degli Yankees per festeggiare, ma facendo i biglietti della metropolitana perde di vista il ragazzino. Sperando che per gioco il ragazzino si sia intrufolato nel treno e convinto di trovarlo alla fermata successiva oppure, almeno, fuori dallo stadio il padre ben presto deve rassegnarsi all'evidenza: il figlio è scomparso. La squadra persone scomparse dell'FBI viene interpellata e, se dapprima gli agenti del team sospettano il rapimento, in un secondo momento Malone e soci cominciano a pensare che il piccolo sia scomparso volontariamente. Il ragazzo viene trovato nel parco giochi mentre camminava.
- Ascolti TV Italia: 2 941 000 telespettatori[1]

## Segreti
- Titolo originale: He Saw, She Saw
- Diretto da: Rachel Talalay
- Scritto da: Jan Nash

### Trama
Quando una donna viene rapita nel parcheggio di un centro commerciale, la squadra dell'FBI sospetta inizialmente del marito quando scopre che la sua azienda rischia il fallimento ed ha una polizza assicurativa che copre i rapimenti. In seguito, dopo aver scoperto che la figlia piccola è morta di leucemia e che avevano avuto problemi come coppia i sospetti si accumulano su di lui. Ma le indagini portano verso un'altra direzione, verso la persona con cui la donna aveva avuto una relazione. La donna viene trovata nella stazione insieme al suo ex fidanzato, che l'aveva rapita.
- Ascolti TV Italia: 2 772 000 telespettatori[2]

## Che fine ha fatto Eve?
- Titolo originale: Between the Cracks
- Diretto da: Steve Gomer
- Scritto da: Ed Redlich

### Trama
Un'aspirante modella scompare misteriosamente. E, la sua coinquilina decide di contattare l'FBI. Ma gli agenti trovano molte difficoltà perché sembra che nessuno conosca chi è veramente. Quando poi scoprono che usava un nome falso e che aveva a che fare con un giro di coca, alcool e prostituzione le indagini si fanno più intense. Nel frattempo Jack ha a che fare con un caso di un bambino scomparso da anni, che non riesce a dimenticare. La donna viene trovata all'obitorio, non identificata immediatamente per via di un documento falso, morta investita da una macchina.
- Ascolti TV Italia: 2 651 000 telespettatori[2]

## Il sospetto
- Titolo originale: Suspect
- Diretto da: Peter Markle
- Scritto da: Allison Abner

### Trama
Uno studente di diciassette anni sparisce da un liceo privato. Jack sospetta che Graham Spaulding, il preside della scuola, potrebbe essere responsabile, e la squadra con molta attenzione intorno a lui per non mostrare le loro indagini, nella speranza che possa condurli al ragazzo. Le prove degli altri studenti del liceo aiutano gli agenti a capire chi era veramente Spaulding. Il ragazzo viene trovato da Jack e Martin nel dirupo in fin di vita.
- Ascolti TV Italia: 2 720 000 telespettatori[3]

## Doppio gioco
- Titolo originale: Silent Partner
- Diretto da: Randy Zisk
- Scritto da: Greg Walker

### Trama
Il vicepresidente di una compagnia con a capo il suocero scompare dall'aeroporto di San Diego poco prima di prendere il volo per tornare a casa a New York. Le indagini portano la squadra fino a San Diego dove scoprono che in realtà l'uomo aveva una doppia vita. I sospetti si concentrano sul suocero che rischiava la prigione per frode verso gli associati grazie alla testimonianza dell'uomo. Viene ritrovata la sua macchina in acqua dopo un incidente, ma del corpo nessuna traccia.
- Ascolti TV Italia: 2 665 000 telespettatori[3]

## Madri
- Titolo originale: Snatch Back
- Diretto da: Leslie Libman
- Scritto da: Stacy Rukeyser

### Trama
Una bambina di tre anni, figlia di una vice procuratore distrettuale e di un docente universitario, scompare mentre era al parco con la sua tata. Il team sospetta inizialmente che la sparizione della bambina sia collegata ad un caso che stava seguendo sua madre, soprattutto perché lei era stata minacciata da uno sconosciuto pochi giorni prima. Poi l'indagine si sposta nell'ambito privato della coppia ("tutti abbiamo qualcosa da nascondere..."), approdando infine verso lo schema del fortuito scambio di persona. La bambina viene trovata in casa di una donna che credeva essere, sbagliando, la sua madre naturale. Dopo averla liberata, la donna si uccide.

## Un bravo ragazzo
- Titolo originale: Little Big Man
- Diretto da: Paul Holahan
- Scritto da: Jacob Epstein

### Trama
Un ragazzo che vive in affido, scompare misteriosamente nel fast food dove lavora. La squadra prima ipotizza che possa essere scappato, e poi scoprono che ha un fratello maggiore che è un piccolo delinquente. Il ragazzo viene trovato mentre rischia di essere ucciso da un poliziotto corrotto.

## In extremis
- Titolo originale: In Extremis
- Diretto da: Pete Markle
- Scritto da: Francisco Castro

### Trama
Un medico di origini saudite scompare misteriosamente, e, il team scopre che aveva avuto un'accesa discussione con un suo superiore che non lo aveva raccomandato per uno studio di ricerca per via delle sue origini e che la sua fidanzata aveva rifiutato di sposarlo perché non pronta. Le indagini si fanno più intense e ricollegano la sua scomparsa a un possibile attacco terroristico. Così la squadra di Malone deve collaborare con l'antiterrorismo. Il dottore, si era nascosto nell'ospedale, e alla fine viene freddato da un cecchino dell'FBI.

## Sole di mezzanotte
- Titolo originale: Midnight Sun
- Diretto da: Michelle MacLean
- Scritto da: Hank Steinberg

### Trama
Un contabile con la sua piccola figlia scompaiono misteriosamente durante il tragitto a scuola. Nonostante la proclamazione della madre della bambina, il team scopre che l'uomo è testimone di un omicidio ed è stato messo insieme alla sua famiglia nel Programma Protezione Testimoni. Viene ritrovato in procinto di imbarcarsi su un peschereccio perché non voleva più testimoniare.

## Una tranquilla città di provincia
- Titolo originale: Maple Street
- Diretto da: John McNaughton
- Scritto da: Maria Maggenti

### Trama
Una tredicenne scompare da una fermata dell'autobus dopo aver perso l'autobus per andare a scuola. La sua videocamera viene trovata sul ciglio della strada, e poco dopo, il team sospetta del suo patrigno e del sindaco della città. Quando la sua amica scompare 24 ore dopo, il team scopre una rete di video realizzati prima della scomparsa. La prima ragazza viene trovata morta uccisa, invece la sua amica viene trovata viva nel vecchio fienile, mentre il rapitore la stava per uccidere.
- Nota: Liberamente ispirato all'assassino delle due adolescenti, Ward Weaver III

## Dov'è Kathy?
- Titolo originale: Underground Railroad
- Diretto da: Tom McLoughin
- Scritto da: Hank Steinberg

### Trama
Una giovane mamma, prossima al parto scompare dall'ospedale, e il team interviene per ritrovarne le tracce. Il suo matrimonio all'apparenza perfetto però, nasconde una storia di abusi da parte del marito. La squadra di Malone scopre così che la donna si era affidata a un'associazione di femministe internazionale che proteggono le donne che subiscono abusi. La donna viene trovata da Vivian nella casa di un'appartenente all'associazione.

## Conta su di me
- Titolo originale: Hang On to Me
- Diretto da: Paul Holahan
- Scritto da: Ed Redlich

### Trama
Un uomo, ancora nelle ricerche di suo figlio, scompare misteriosamente, e il team ipotizza che le recenti attività nella sua vita privata, causate dalla scomparsa del figlio, è stato introdotto nelle attività illegali, e scoprono di aver comprato illegalmente un'arma e sviluppato un'ingente somma di denaro. L'uomo viene trovato nel parco, mentre stava cercando il figlio, e quest'ultimo viene restituito al padre naturale.

## Etica professionale
- Titolo originale: The Friendly Skies
- Diretto da: Paul Holahan
- Scritto da: Hank Steinberg

### Trama
Un'assistente di volo scompare prima di un volo notturno e il team trova la sua macchina, abbandonata a pochi isolati da casa sua, ma, la sua scomparsa è collegata a un caso di una donna trovata uccisa due settimane prima. La donna viene trovata morta nel fiume, uccisa dal suo psichiatra.

## Un orribile segreto
- Titolo originale: There Goes the Bride
- Diretto da: Deran Sarafian
- Scritto da: Steven Kane

### Trama
Una giovane sposa sparisce durante il suo ricevimento di nozze. Le indagini portano il team a scoprire un passato turbolento per la giovane donna. Rimasta orfana da piccola, era andata a vivere proprio nella famiglia del suo futuro marito, il cui padre era socio del padre morto. Scoprono una adolescenza problematica tra alcool, festini e droga. Inoltre pochi giorni prima del matrimonio la donna aveva tradito il futuro marito con un poco di buono. Ma il team scoprirà una verità ancora più dolorosa. La donna viene trovata nel suo appartamento, mentre puntava la pistola sul suocero.

## Claire
- Titolo originale: Clare de Lune
- Diretto da: Mel Damski
- Scritto da: Allison Abner

### Trama
Una donna, ricoverata in una struttura psichiatrica, scompare dalla camera di sicurezza. Il team ipotizza che la donna possa essere vittima di un membro del personale, ma, quando le prove arrivano dal suo compagno e poi da suo padre, sembra che la donna nasconde un segreto. La donna viene trovata a due isolati dove sua madre è morta.

## Kam Li
- Titolo originale: Kam Li
- Diretto da: Randy Zisk
- Scritto da: Jacob Epstein

### Trama
Un ufficiale dell'esercito sparisce durante una festa in suo onore, organizzata da vecchi compagni di armi, in occasione della sua pensione. Il team indaga sulla vita di Bull e sospetta che si tratti di suicidio anche se non ne capiscono il motivo. Ma tutte le risposte che ottengono riportano a Kam Li, un villaggio in Vietnam distrutto proprio per ordine dell'ufficiale. Quando un altro commilitone si suicida le indagini si fanno più intense. L'ufficiale viene trovato morto nel bosco; inizialmente si pensa essere un suicidio, ma successivamente si scopre che sono stati tutti gli ex commilitoni a uccidere l'ufficiale per vendicare la morte di uno di loro, Tommy, che ai tempi di Kam Lì lo aveva sorpreso a stuprare una ragazza asiatica. Allora insabbiarono tutto ma trent'anni dopo decidono di fargliela pagare. L'agente Malone, dopo avere scoperto la verità, decide però di non procedere nei loro confronti.

## L'informatore
- Titolo originale: The Source
- Diretto da: Peter Markle
- Scritto da: Jan Nash e Greg Walker

### Trama
Una cronista televisiva molto famosa scompare misteriosamente, e il team interviene perché la giornalista aveva lasciato un pacco per Jack proprio in caso di sua scomparsa. La sua sparizione sembra legata a un caso di un condannato a morte forse innocente e a un noto boss della droga. Quando la famiglia di Malone però viene minacciata, il team deve scoprire la verità circa la sparizione della donna e farlo il più presto possibile. Alla fine la giornalista viene uccisa dal boss della droga, ma il suo cadavere non viene ritrovato.

## Un amore sbagliato
- Titolo originale: Victory for Umanity
- Diretto da: Charles Cornell
- Scritto da: Hank Steinberg

### Trama
Un insegnante di scienze scompare misteriosamente dalla scuola dove insegnava. Durante le indagini, il team ottiene informazioni discordanti sull'uomo e si scopre che aveva una relazione con una sua studentessa. L'uomo viene trovato nell'appartamento della sua ragazza, drogato da lei stessa per fuggire.

## Il pugile
- Titolo originale: No Mas
- Diretto da: Paul Holahan
- Scritto da: Greg Walker

### Trama
Una promettente stella nascente del pugilato, scompare alla vigilia di un incontro importantissimo che gli avrebbe fruttato tantissimi soldi in caso di vincita. Il team scopre così una storia familiare travagliata. L'uomo infatti ha un fratello che si mette sempre nei guai per colpa dei suoi debiti di gioco. Ma, il fratello viene ritrovato ucciso e il team si trova in difficoltà. Il pugile viene trovato nella metropolitana, mentre stava andando verso i binari.

## Un capro espiatorio
- Titolo originale: Are You Now Or Have You Ever Been?
- Diretto da: Peter Markle
- Scritto da: Harry Litman e Ed Redlich

### Trama
Jack e Martin sono in tribunale come testimoni per l'udienza di Graham Spaulding, responsabile della scomparsa di un ragazzo nel quinto episodio. Nel frattempo, il resto della squadra è sotto tiro, poiché l'FBI sta conducendo una revisione interna sui vecchi casi di scomparsa. In questo episodio non c'è nessun caso di scomparsa.

## In memoria
- Titolo originale: Fall-Out: Part I e II
- Diretto da: Kevin Hooks e Paul Holohan
- Scritto da: Hank Steinberg

### Trama
Una proprietaria di un'agenzia di collocamento, il cui vecchio ufficio era nel World Trade Center, viene rapita da un uomo in ascensore. I suoi colleghi ricevono una mail che richiede una grossa somma di denaro per il ritorno della donna. Il team indaga sui dipendenti e clienti della donna, nel tentativo di scoprire l'identità del suo sequestratore, scoprono che uno dei suoi clienti, era sempre più disperato per il lavoro, avendo perso la sua casa e i suoi figli. Ma, l'uomo si barrica nel negozio, prendendo in ostaggio lo staff e i clienti.